# Rothenbrunnen
Rothenbrunnen (rm. Giuvaulta) – miejscowość i gmina w Szwajcarii, w kantonie Gryzonia, w regionie Viamala.

## Demografia
W Rothenbrunnen mieszkają 304 osoby. W 2020 roku 11,8% populacji gminy stanowiły osoby urodzone poza Szwajcarią. 

## Transport
Przez teren gminy przebiega autostrada A13. 